# Richard McGarvie
Richard Elgin McGarvie AC KStJ QC (* 21. Mai 1926 in Colac, Victoria, Australien; † 24. Mai 2003 in Melbourne, Victoria) war ein australischer Richter und Hochschullehrer, der auch Gouverneur von Victoria war.

## Leben
Richard McGarvie trat 1944 nach der Beendigung seiner Schullaufbahn seinen Militärdienst in der Royal Australian Navy und erhielt seine Ausbildung zum Offizier an Bord der HMAS Cerberus. Er kam allerdings nicht mehr zum Einsatz im Zweiten Weltkrieg.
Nach dem Ende des Kriegs studierte er Rechtswissenschaft, wurde Rechtsanwalt sowie 1963 zum Kronanwalt (Queen’s Counsel) ernannt. Daneben verfasste er juristische Fachbücher und war Lecturer, ehe er Mitte der 1960er Jahre Kanzler der La Trobe University in Melbourne wurde.
1976 wurde McGarvie, der aktives Mitglied der Australian Labor Party war, vom liberalen Premierminister von Victoria Rupert Hamer zum Richter am Obersten Gerichtshof von Victoria, den Supreme Court of Victoria, berufen.
Auf Vorschlag von Premierministerin Joan Kirner erfolgte anschließend am 23. April 1992 seine Ernennung zum Gouverneur von Victoria und behielt dieses Amt fünf Jahre lang bis zum 23. April 1997.
In seinen letzten Lebensjahren wurde er zunehmend zu einem Unterstützer der Idee der Schaffung einer Republik Australien.